# Fidenza
Fidenza je mesto in občina v pokrajini Parma v deželi Emilija - Romanja v Italiji. Ima okoli 24.000 prebivalcev. Mesto se je leta 1927 preimenovalo v Fidenzo in spomnilo na svoje rimsko ime Fidentia; prej se je imenovalo Borgo San Donnino.

## Zgodovina
Mesto je nastalo iz rimskega tabora (Fidentia), ki je bil ustanovljen tam, kjer je imelo naselje Vicumvia (latinsko Victumviae ali Victumulae) galsko pleme Anani. Leta 41 pr. n. št. je dobilo rimsko državljanstvo in postalo municipij.
Fidenzo sta prečkali rimski cesti Emilijeva cesta in Via Francigena.
V 5. stoletju je mesto uničil Konstantin I. Od 1092 do 1100 je bil Borgo San Donnino sedež italijanskega kralja Konrada II. V istem letu je postal občina, ki jo je leta 1162 potrdil cesar Friderik Barbarosa, ki ga je zaupal  družini Pallavicino iz Piacenze. Leta 1199 ga je osvojila Parma, vendar ga je leta 1221 osvobodil Friderik II. Hohenstaufen. Leta 1268 je mesto uničila vojska iz Parme. Obnovljeno je bila okoli 1300; od 1346 do 1447 je bilo s prekinitvami pod oblastjo družine Visconti iz Milana. Leta 1449 ga je osvojil nov milanski gospodar, družina Sforza, ki ga je obdržala do leta 1499.
Po tem letu se je še naprej spreminjala oblast od avtonomne države do podrejanja Parmi do leta 1556, ko je postalo mesto del Farnesejeve vojvodine Parma in Piacenza. Po obdobju pod Francozi med napoleonskimi vojnami je bilo leta 1859 ob združitvi Italije pridruženo Kraljevini Sardiniji – Piemont.
Mesto se je med fašistično vlado v Italiji zelo razširilo. Leta 1927 je ime mesta postalo Fidenza. Maja 1944 so mesto bombardirala zavezniška letala in ga skoraj uničila. Spomladi leta 1945 so nemške zasedbene enote izvedle več pokolov. 26. aprila 1945 so ga zavezniki osvobodili.

## Znamenitosti
Stolnica v Fidenzi je najpomembnejša stavba, zgrajena v 12. stoletju, posvečena Dominiku (Donninu)  Fidenškemu, ki je leta 304 postal mučenec po naročilu Maksimijana. Predhodno ime, Borgo San Donnino, je mesto dobilo po svetniku.
Stolnica je primer lombardsko-romanskih cerkva iz 11. do 13. stoletja v severni Italiji. Zgornji del fasade je nepopoln, vendar je spodnji del s tremi portali in skulpturami lep primer romanske arhitekture, med njimi sta dva kipa Benedetta Antelamija in ploski reliefi, ki prikazujejo zgodbe o svetem Dominiku. Notranjost je preprosta in sorazmerna, ni bila pokvarjena z obnovo. Kip na sprednji strani stolnice je apostol sveti Peter in je znan po svoji postavitvi v smeri Rima, ker ima v levi roki napis Kažem vam pot v Rim, zato je eden prvih prometnih znakov na svetu.
Tukaj je pokopana Enrichetta d'Este, vojvodinja iz Parme.
Mestna hiša (italijansko Palazzo Comunale) je tudi srednjeveška (lombardska gotika iz 1273 do 1354), prvič omenjena leta 1191. Trenutna struktura je iz 14. stoletja (1570), vendar ima novo neogotsko fasado, ki je bila dodana v 19. stoletju (1875) po zasnovi oblikovalca Girolama Magnanija, medtem ko so bila bočna krila dvignjena leta 1905 in zadnja stran dokončana leta 1915. Obelisk, spomenik  Garibaldiju, je bil postavljen pred palačo leta 1884.
Ostanki srednjeveškega mesta so vidni blizu stolnice, ohranjena so le vrata Porta San Donnino. Gradila je družina Visconti leta 1364.

## Gospodarstvo
Fidenza je kmetijsko-živilsko središče, ki ima na svojem ozemlju tekstilne, obrtne, predelovalne in steklarske obrti. Prav tako je treba omeniti hladilnice za razvrščanje zamrznjenih živil. Pomembno vlogo ima še vedno kmetijstvo; storitve pa nenehno naraščajo.

## Pobratena mesta
- Canterbury, Združeno kraljestvo
- Herrenberg, Nemčija
- Kremnica, Slovaška
- Sisteron, Francija
- Kutná Hora, Češka